# 褐黄鳞薹草
褐黄鳞薹草（学名：Carex vesicata）是莎草科薹草属的植物。分布在日本北部、蒙古、俄罗斯以及中国大陆的内蒙古、东北各省等地，生长于海拔600米的地区，常生长在沟边潮湿处，目前尚未由人工引种栽培。